# Volare (lied)

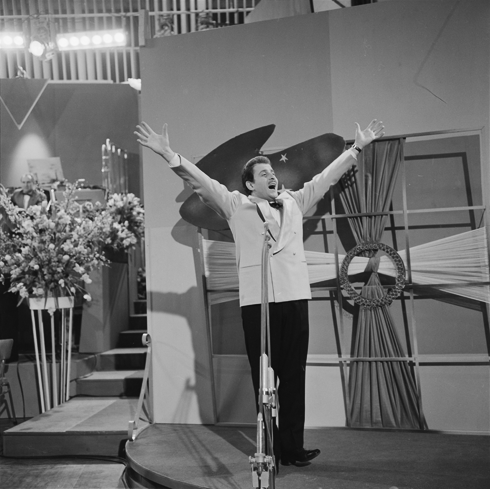
Domenico Modugno zingt Volare op het Eurovisiesongfestival 1958 in Hilversum.

Nel blu dipinto di blu (In het blauw geschilderde blauw), beter bekend als Volare (Italiaans voor vliegen), is het beroemdste lied van de Italiaanse zanger en acteur Domenico Modugno. Met 'O sole mio is het een van de bekendste Italiaanse liederen.
In de Verenigde Staten was Volare een doorslaand succes. Het is het enige lied in een andere taal dan het Engels dat twee Grammy Awards kreeg toegekend.

## Compositie
Nel blu dipinto di blu werd voor het eerst uitgevoerd door Domenico Modugno en Johnny Dorelli op het Festival della Canzone Italiana di Sanremo van 1958, waar het de eerste prijs won. Het lied was geschreven door Domenico Modugno (muziek en tekst) en Franco Migliacci (tekst) en werd uitverkoren om Italië te vertegenwoordigen op het Eurovisiesongfestival 1958 in Hilversum, waar het de derde prijs won. Modugno was het eerst aan de beurt (voor Corry Brokken met Heel de wereld voor Nederland). Omdat er iets mis ging met de uitzending, herhaalde Modugno zijn lied aan het eind.
Het gaat om een ballade in chanson-stijl, waarin Modugno beschrijft hoe hij in gezelschap van zijn geliefde het gevoel heeft te vliegen. De eerste surrealistische regels werden in vertalingen en covers vaak weggelaten: de zanger droomde hoe hij zijn handen en gezicht blauw verfde en door de wind omhoog werd geblazen.

## Bekende versie
Naast het origineel verscheen er in 1976 een succesvolle cover van het nummer, vertaald in het Engels en gezongen door Al Martino. Deze disco-versie van het nummer zou het in diverse landen goed doen in de hitparades. De versie van Martino belandde ook een aantal keren in de NPO Radio 2 Top 2000.

## Opnames
| - 101 Strings Orchestra - Gigi d'Agostino - Masafumi Akikawa - Willy Alberti - The Ames Brothers - Thomas Anders - Louis Armstrong - John Arpin - Chet Atkins - Claudio Baglioni - Al Bano - Stefano Bollani - Petty Booka - Son Boricua - David Bowie - Johnny Branchizio - Patrizio Buanne - Yvonne Catterfeld - Adriano Celentano - Captain Jack - Alex Chilton - Petula Clark - Richard Clayderman | - Brave Combo - Ray Conniff - Cortijo y su combo - Dalida (als Dans le bleu du ciel bleu) - Hilary Duff - Dolores Duran - Ferrante & Teicher - Gracie Fields - Ella Fitzgerald - Herman Foster - Sergio Franchi - Connie Francis - G4 - Lucho Gatica - Earl Grant - Lionel Hampton - André Hazes - Engelbert Humperdinck - The Three Jacksons - Joni James - The Jive Aces - Barney Kessel - Gipsy Kings | - André Kostelanetz - Trini Lopez - Julius LaRosa - Lost Amigos met Ray Costello - Marino Marini - Dean Martin - Al Martino - Paul McCartney - The McGuire Sisters - Mina - Domenico Modugno - Hugo Montenegro - Gianna Nannini - Wayne Newton - Lisa Ono - Laura Pausini met Eros Ramazzotti (duet) - Luciano Pavarotti - Rita Pavone - Emilio Pericoli - Oscar Peterson - The Platters - Oleksandr Ponomaryov - Nino Porzio | - Alex Prior - Cliff Richard - Nelson Riddle - Ismael Rivera - Sofia Rotaroe - Bobby Rydell - Marvin Santiago - Ximena Sariñana - Frank Sinatra - Cyril Stapleton - Kirby Stone - Yukihiro Takahashi - U2 - Jerry Vale - Caterina Valente - Vitamin C - Django Wagner - Russell Watson - Barry White - Roger Williams - Youth Brigade - Frank Zappa |

## Hitnoteringen

### Evergreen Top 1000
| Evergreen Top 1000 Volare | Evergreen Top 1000 Volare | Evergreen Top 1000 Volare | Evergreen Top 1000 Volare | Evergreen Top 1000 Volare | Evergreen Top 1000 Volare | Evergreen Top 1000 Volare | Evergreen Top 1000 Volare | Evergreen Top 1000 Volare | Evergreen Top 1000 Volare | Evergreen Top 1000 Volare |
| Jaar                      | 2008                      | 2009                      | 2010                      | 2011                      | 2012                      | 2013                      | 2014                      | 2015                      | 2016                      | 2017                      |
| ------------------------- | ------------------------- | ------------------------- | ------------------------- | ------------------------- | ------------------------- | ------------------------- | ------------------------- | ------------------------- | ------------------------- | ------------------------- |
| Positie                   | -                         | 313                       | 869                       | 856                       | 836                       | 810                       | 645                       | 663                       | 867                       | -                         |

### NPO Radio 2 Top 2000 (versie van Al Martino)
| Nummer met noteringen in de NPO Radio 2 Top 2000 | '99  | '00 | '01 | '02  | '03  | '04  | '05  | '06  | '07  | '08  |
| ------------------------------------------------ | ---- | --- | --- | ---- | ---- | ---- | ---- | ---- | ---- | ---- |
| Volare                                           | 1287 | 942 | 948 | 1240 | 1615 | 1418 | 1306 | 1814 | 1338 | 1451 |

1. ↑  Een vetgedrukt getal geeft de hoogste notering aan.
2. ↑  Deze tabel is bijgewerkt tot en met de meest recente editie (2024).